# Helenoconcha leptalea
Helenoconcha leptalea је пуж из реда Stylommatophora и фамилије Charopidae.

## Угроженост
Ова врста је изумрла, што значи да нису познати живи примерци.

## Распрострањење
Ареал врсте је био ограничен на острво Света Јелена.